# Gonneville-en-Auge
Gonneville-en-Auge è un comune francese di 429 abitanti situato nel dipartimento del Calvados nella regione della Normandia.

## Società

### Evoluzione demografica

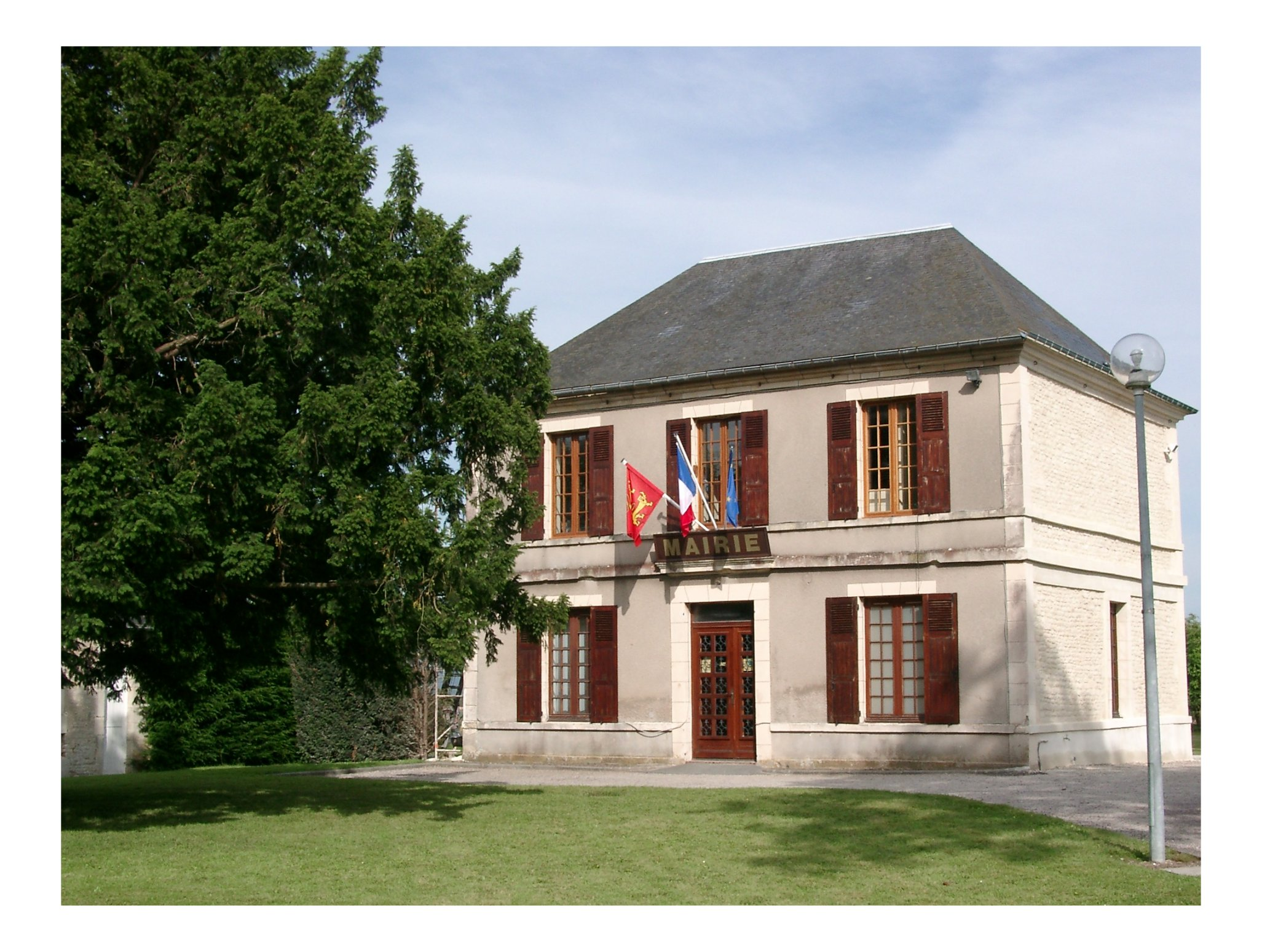
Il municipio (la mairie)

Abitanti censiti